# صفيراء ثنائية الأزهار
صفيراء ثنائية الأزهار (الاسم العلمي:Sophora biflora) هي نوع غير مؤكد من النباتات يتبع جنس الصفيراء من الفصيلة البقولية.